# 博多華丸・大吉のアリスた〜ず★最前線!
博多華丸・大吉のアリスた〜ず★最前線! （はかたはなまるだいきちのアリスたーず さいぜんせん）は、2011年10月5日から2012年9月26日まで水曜日の23:30 - 24:00にラジオ大阪で放送されたラジオ番組である。アリスJAPANの一社提供番組。

## 概要
博多華丸・大吉が人気セクシーアイドル・アリスた〜ずを立派な芸能人に育てるというコンセプトの番組。
2012年6月から、ニコニコラジオ大阪チャンネル で配信がスタートした。

## パーソナリティ
- 博多華丸・大吉
- アリスた〜ず（通常回は、アリスた〜ずの中から二人ずつ番組に出演する）
  - 辰巳ゆい（2011年10月 - ）
  - 小島みなみ（2011年10月 - ）
  - 葵つかさ（2011年10月 - ）
  - 奥田咲（2011年10月 - ）
  - 川上奈々美（2012年4月 - ）
    - 朝日奈あかり（2011年10月 - 2012年3月）
    - 優希まこと（2011年10月 - 2012年3月、最終回を含む最後の二回）
    - 美雪ありす（2011年10月 - 2012年3月）

## コーナー
- クイズ！アリスた〜ず★
- 華のアリスた〜ず★街道[2]
  - 歌唱力育成！ 即興ソング対決！（2012年7月 - ）
  - リアクション力育成！ ロシアンシュークリーム対決！（2012年7月 - ）
  - 学力育成！ 一般常識対決！（2012年7月 - ）
    - お笑い力育成！ 大喜利対決！（2011年10月 - 2012年6月）
    - トーク力育成！ フリートーク対決！（2011年10月 - 2012年6月）
    - 演技力育成！ 朗読対決！（2011年10月～2012年6月）

## 備考
2011年9月28日のスポーツ新聞などで、小向美奈子が番組に登場すると報道されたが、初回の番組内でメッセージの形で登場。AV女優として生きる決意を表明した。